# Mario Pesquera
Luis Mario Pesquera Martínez (León, 13 aprile 1952) è un allenatore di pallacanestro spagnolo.